# Mike Smith (singer-songwriter)
Larry Michael 'Mike' Smith (3 oktober 1939) is een Amerikaanse singer-songwriter en woonde in verschillende kleine steden in Kansas, voordat hij in 1958 naar Hollywood verhuisde.

## Biografie
Smith verscheen voor het eerst bij Decca Records in 1960 met het rockabilly backbeat-nummer Sara Ruth, dat als grap was geschreven voor een middelbare schoolvriendin. De andere kant van de plaat Week of Loneliness, had een beperkt succes in de San Francisco Bay Area en in zijn geadopteerde geboorteplaats Stockton was het #1. In april 1959 koos Billboard de plaat als een Billboard Pick. In 1962 bracht Smith een publicatie uit bij Era Records van By the Time You Read This Letter / That's What I'll Do, die werden opgenomen in de Gold Star Studios van Hollywood, de uitvinders van flanging en fasering. Twee originelen werden in eigen beheer geproduceerd in de studio van Oro Records in Modesto (Californië): The Meaning of Love / Pretty Little Baby met vocale steun van The Terrys, een groep van vier meiden uit Stockton, Californië.
Smith had onafhankelijke publicaties bij het label Orchid of Memphis, eigendom van Prewitt Rose: Pictures/Lightin' Up Behind The Barn, opgenomen als Smith en Morales, een sessie in Gardnerville (Nevada), Love Of An Everyday Man/Country Rock and Roll als Carson Smith, geschreven in samenwerking met Prewitt Rose en een sessie in Lexington (Kentucky). Op zijn eigen label nam Smith Arkansas River/Son of the Other Gun op met Terry Mort (drums) en Bob Bales (bas), sessie Tulsa (Oklahoma). Smith ging door met schrijven en optreden en benutte elke gelegenheid om op te nemen. In 1980 was een van zijn composities, We Have So Much To Give, de California State Theme Song voor The Council on Aging. Tijdens zijn carrière werd Smith begeleid door Abe Olman, Fred Stryker en Prewitt Rose. Smith woont nu in Coffeyville, Kansas en blijft schrijven en opnemen.